# Szent Bonaventura
Bagnoregiói Bonaventura vagy katolikus teljes nevén Szent Giovanni Fidanza Bonaventura (Bagnorea, 1221 – Lyon, 1274. július 16.) skolasztikus teológus, filozófus, a minorita rend (a ferencesek) fő elöljárója, Albano Laziale érseke, bíboros.

## Élete
Viterbo közelében született, a középkorban Bagnoreának nevezett Bagnoregióban, innen származik mellékneve. A keresztségben a Giovanni (János) nevet kapta. Szüleiről csak annyit tudunk, hogy nevük Giovanni di Fidanza és Maria Ritella volt. Nem tisztázott, hogyan kapta a Bonaventura nevet. Egy 15. századi legenda szerint a halálos beteg gyermeket Assisi Szent Ferenchez vitték, aki ezekkel a szavakkal gyógyította meg: „O buona ventura!” („Ó, jószerencse!”)
Aquinói Szent Tamás kortársa, ideológiai ellenfele. Szerinte az ember az érzéki dolgokat absztrakció révén önmaga, és Isten ismeretét pedig intuíció útján szerezheti meg. Hippói Szent Ágoston hatására nála a hit és a tudás, teológia és filozófia összemosódnak egymással; sőt a filozófia szerepe egészen megszűnik: a hit fényének kell bevilágítania a tudás egész területét. Ellentétben Aquinói Szent Tamással, elfogadta a Canterburyi Szent Anzelm által felállított ontológiai istenérv érvényét. Filozófiai-teológiai tételek közé foglalt esztétikájának legfontosabb eleme a fénymisztika, mely szerint minden szépség a fényből árad ki; a fény pedig az egyetlen szubsztancia (ősanyag), amely mint testben létező képes önmagát sokszorosítani, tehát isteni attribútummal rendelkezik. Rendszere a ferences renden belül rövid időre általánosan elfogadott és képviselt irányzat lett, mígnem a 14. században kiszorította John Duns Scotus irányzata, a skotizmus.
Képzőművészeti ábrázolásokon attribútumai a bíborosi kalap, minoriták csuhája, ill. könyv vagy feszület.

## Magyarul megjelent művei
- A Boldogságos Szűz Zsoltár-Könyve. Irta deákul Sz. Bonaventura; ford. Kéri Sámuel; Riccius Máté, Wien, 1660
- Szent Bonaventura albáni püspök kárdinál és seráficus doktor szerzetes rend-tarto. Fenétték tüköre és azon szerzetes tökélletes jóbann nevelkedést mutató igen hasznos vezér könyvecskéi mellyek Szent Ferencz rendin valo F. Henricus Sedulius, antverpiai gvárdián által, nagy szorgalmatosságggal megh jobbéttattanak. Most pedigh. azon szerzet-béli egy áhétatos lélek által Elsöbenn magyarrá fordéttattanak [Fenyíték tüköre]; ford. Szenkviczi Pál; Zerweg Janos Gergely, Pozsony, 1677
- Meg-dicsőéttetett poenitentia tartásnak eleven példája. Seraphichus Sz. Ferencz atyánknak szentséges élete / Szűz Szent Clára anyánk szentséges élete melly a mi szent szerzetünknek crónikájábul vétetüdöt és szorgalmatossággal öszve irattatott; németből ford. egy ájtatos Clarissa Szűz; Royer Ny., Pozsony, 1722
- A kereszt viselő Kristus Jesus fájdalmas úttyának áhitatos gyakorlása melly a Sz. Bonaventura elmélkedéseiből, és némely sz. atyák írásiból ki-szedegettetett fordíttat; Siess Ny., Sopron, 1760
- Szent Bonaventura éneke Krisztus irgalmáról In: Babits Mihály: Amor Sanctus – A középkor latin himnuszai, Magyar Szemle Társaság, Budapest, 1933, 182–186. o.
- Heti ájtatosság a Szeplőtelen Szűzanyához a krisztusi jámbor élet és az Úr szent kegyelmében való boldog halál elnyeréséért; Szent Bonaventura nyomán ford. Dezső István; Szalézi Művek, Rákospalota, 1938
- A lelkiélet ferences mesterei sorozat:
  - Szt. Bonaventura: Itinerarium mentis in Deum / A lélek útjai Istenhez Archiválva 2018. szeptember 4-i dátummal a Wayback Machine-ben; ford., jegyz. Dám Ince, 1940. elektronikus elérés: PPEK
  - Meyer, Wendelin: Szt. Bonaventura lelkigyakorlatos vázlatai, 1941
  - Szt. Bonaventura: A tökéletesség kis tükre; ford. Tarcsafalvy Anaklét, 1941. elektronikus elérés: PPEK
  - Szt. Bonaventura: Beszélgetek a lelkemmel; ford. Gál Gedeon, 1941. elektronikus elérés: PPEK
  - Szt. Bonaventura: Elöljárók aranykönyve; ford. a gyöngyösi ferences teológusok; s. n., Gyöngyös, 1944
  - Élet fája; ford. Schrotty Pál; Magyar Barát, Bp., 1946
  - Krisztus, a mi szőlőtőnk / Elmélkedés Jézus szenvedéséről; ford. Kilián Csaba; Magyar Barát, Bp., 1946
  - Életem Krisztus; ford. Dám Ince; Magyar Barát, Vác, 1946 (A lelkiélet ferences mesterei)
- Szent a Szentről Assisi Szent Ferenc életrajza; ford. Burka P. Kelemen; Szentföldi Ferencrendi Zárda, Bp., 1942
- A Szent Keresztről; In: Sík Sándor: Himnuszok könyve, Szent István Társulat, Budapest, 1943, 351–353. o.
- Jézus, bocsánat kútfeje In: Szedő Dénes: Ferences himnuszok, Budapest, 1944, 17–20. o.
- Az Élet Fája In: Szedő Dénes: Ferences himnuszok, Budapest, 1944, 20–23. o.
- Öt zsoltár a Boldogságos Szűz Mária tiszteletére. Szent Bonaventura után; Nővérek, John of Salisbury, 1945
- Bonaventura: Szemelvények (ford. Redl Károly); IN: Az égi és a földi szépről – Források a későantik és a középkori esztétika történetéhez (közreadja Redl Károly), Gondolat Könyvkiadó, Budapest, 1988, ISBN 963-281-843-1, 363–373. o.
- Szent Bonaventura misztikus művei (A lélek zarándokútja Istenbe / Élet fája / A hármas út, avagy a szeretet fellángolása / Beszélgetek a lelkemmel); ford., jegyz. Barsi Balázs és Várnai Jakab; Szent István Társulat, Budapest, 1991, ISBN 963-360-470-2, 211 p.
- Szent Bonaventura: A hit rövid foglalata. Breviloquium; ford. Dér Katalin; Kairosz Kiadó, Budapest, 2008, ISBN 978 963 662 159 9, 212 p.
- Bonaventura: Szent Ferenc élete. Legenda maior; ford., tan. Berhidai Piusz; Szent István Társulat, Budapest, 2015 (Középkori keresztény írók, 7. kötet), ISBN 9789632770956, 222 p.
- Szent Bonaventúra: Életem Krisztus elektronikus elérés: PPEK